# Ортез (медицина)
Орте́з (грец. ορθός — прямий, рівний) — зовнішнє медичне пристосування, призначене для змінення структурних і функціональних характеристик нервово-м'язової і скелетної систем: розвантаження, фіксації, активізації та корекції функцій пошкодженого суглоба або кінцівки; зокрема, корсети, бандажі, апарати, спеціальне взуття, устілки тощо. Застосовується за нестабільності зв'язкового апарату суглобів, травмах під час занять спортом, артрозі і артриті суглобів, у післяопераційний період.

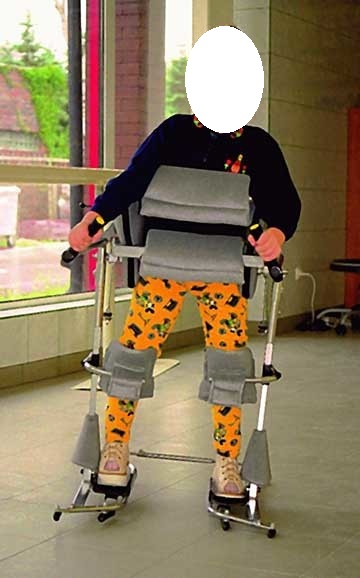
Апарат на нижні кінцівки і тулуб (динамічний параподіум)

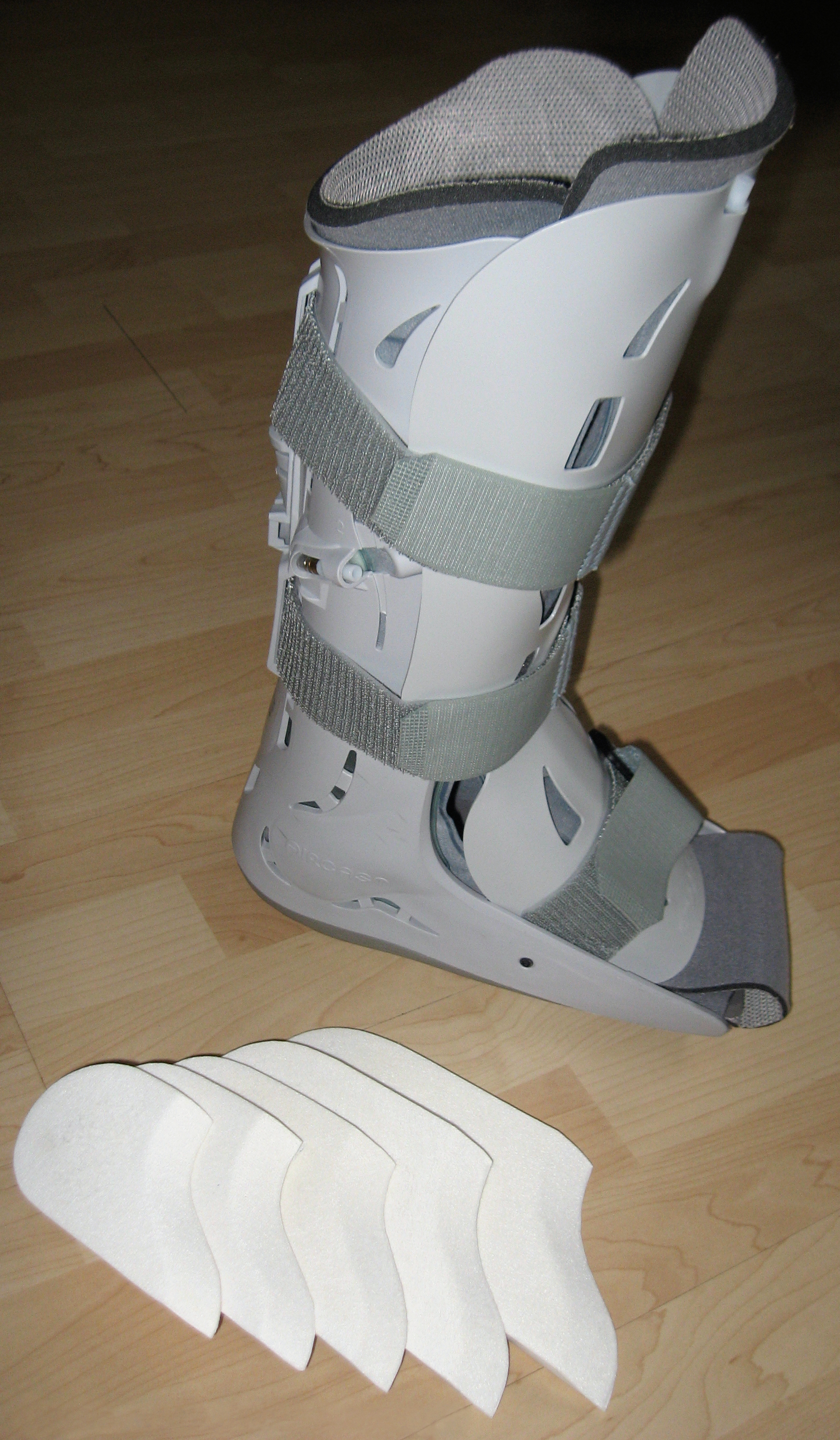

Ортези також можуть застосовуватися для:
- керування, напрямлення, обмеження та/або знерухомлення кінцівки, суглоба або частини тіла з певної причини;
- обмеження рухливості в заданому напрямку;
- допомоги руху в цілому;
- зменшення з певною метою сили, що прикладається ногою для перенесення ваги тіла;
- допомоги під час реабілітації від тріщин кісток після зняття гіпсу;
- корекції форми та/або функції організму з метою полегшення пересування або зменшення болю.

Ортез як медичний напрямок поєднує в собі знання анатомії і фізіології, патофізіології, біомеханіки і інженерії. Використовувати ортези можуть пацієнти, які страждають такими дисфункціями, як розщеплення хребта чи дитячий церебральний параліч, або мають травми спинного мозку чи порушення стовбурових клітин, хоча багато методів лікування ще ретельно не вивчені і в стандартній терапії застосовується вкрай мало нових досліджень.

## Виготовлення та матеріали
Традиційно ортези виготовляють після створення контуру кінцівки з вимірюваннями, щоб отриманий пристрій вийшов максимально ефективним. Пізніше, з появою пластмас як матеріалу для виготовлення основи ортеза, стали використовувати гіпсову форму частини тіла, для якої потрібен ортез. Такий метод досі широко використовується в цій галузі. Нині в ортопедичному виробництві використовуються апарати з CAD/CAM, ЧПК і тривимірний друк.
Ортези виготовляють із різних матеріалів, серед яких термопластики, вуглецеве волокно, метал, еластичні матеріали, ЕВА, тканини або поєднання подібних матеріалів. Деякі розробки можна купити в місцевих магазинах; специфічніші вимагають направлення терапевта, щоб ортез відповідав потребам пацієнта. До основних відносять ортодонтичні скоби, які доступні для вільного придбання в безлічі розмірів. Вони, як правило, легко надягаються або кріпляться застібками на липучках. Однією з цілей їх використання є захист від травми.
Також ортези виготовляються методом 3D-друку з полілактиду (Здравпринт, Росія), полімерного гіпсу (3M, США) і низькотемпературного пластику (Т Таре Company, Нідерланди).